# Venatrix arenaris
Venatrix arenaris is een spinnensoort in de taxonomische indeling van de wolfspinnen (Lycosidae).
Het dier behoort tot het geslacht Venatrix. De wetenschappelijke naam van de soort werd voor het eerst geldig gepubliceerd in 1905 door Henry Roughton Hogg.